# Euphorbia yattana
Euphorbia yattana es una especie de planta suculenta de la familia de las euforbiáceas. Es originaria de África. 

## Descripción
Es una planta suculenta perennifolia, con un patrón tuberoso carnoso de ± 5 cm de espesor; con tallos numerosos y agrupados, rara vez ramificados, erectos, alcanzando los 10 cm de altura o decumbentes los 15 cm de largo, con 1-1,5 cm de espesor. Aparecen en la pradera boscosa  entre las rocas del suelo, a una altitud de 1175-1200 metros.

## Taxonomía
Euphorbia yattana fue descrita por (P.R.O.Bally) Bruyns y publicado en Taxón 55: 415. 2006.
Etimología
Ver: Euphorbia
yattana: epíteto
Sinonimia
- Monadenium yattanum P.R.O.Bally (1959)[2][3][4]